# 林概
林概（1010年—1047年），字端父。福建福清人，宋朝进士。
林高之子。景祐元年（1034年）进士，试礼部第一，以秘书省校书郎知长兴县，改知连州。康定初年(1040～1041年)，徙淮安军。慶曆七年（1047年），官至太常博士、集贤校理。是年六月十二日，行舟至熟东，卒。著有《史论》百篇，《辨国语》40篇。有子林希、林旦。

## 延伸阅读
[在维基数据编辑]
 《宋史·卷432》，出自脱脱《宋史》